# 吉良町宮迫
吉良町宮迫（きらちょうみやば）は、愛知県西尾市の地名。

## 地理

### 河川
- 矢崎川

## 歴史

### 地名の由来
古くは当地に7社7寺院が所在しており、その寺社を廻って参拝したことから、宮廻村と称したという。これが宮迫もしくは宮狭と変化したものという。

### 人口の変遷
国勢調査による人口および世帯数の推移。
| 1995年（平成7年）  | 112世帯 515人 |  |
| 2000年（平成12年） | 109世帯 484人 |  |
| 2005年（平成17年） | 116世帯 464人 |  |
| 2010年（平成22年） | 119世帯 448人 |  |
| 2015年（平成27年） | 110世帯 420人 |  |
| 2020年（令和2年）  | 122世帯 419人 |  |

### 沿革
- 江戸時代 - 三河国幡豆郡宮迫村として所在[1]。
- 慶長5年 - 旗本吉良上野介の知行地となる[1]。
- 元禄16年 - 上総大多喜藩領となる[1]。
- 1889年（明治22年） - 厨村大字宮迫となる[1]。
- 1906年（明治39年） - 横須賀村大字宮迫となる[1]。
- 1955年（昭和30年） - 吉良町大字宮迫となる[1]。

## 交通
- 愛知県道41号西尾幸田線
- 愛知県道318号宮迫今川線
- 愛知県道320号幸田幡豆線

## 施設
- 圓融寺
- 神明社
- 西尾市斎場やすらぎ苑
- 名古屋市立横須賀郊外学園

かつて当地に所在した名古屋市立の教育施設。

### WEB
1. ↑  “愛知県西尾市の町丁・字一覧”.   人口統計ラボ. 2023年12月31日閲覧。
2. 1 2  総務省統計局 (2022年2月10日). “令和2年国勢調査の調査結果(e-Stat) - 男女別人口，外国人人口及び世帯数－町丁・字等” (CSV). 2023年8月2日閲覧。
3. ↑  “読み仮名データの促音・拗音を小書きで表記するもの(zip形式) 愛知県” (zip).   日本郵便 (2024年2月29日). 2024年3月26日閲覧。
4. ↑  “市外局番の一覧” (PDF).   総務省 (2022年3月1日). 2022年3月22日閲覧。
5. ↑  “ナンバープレートについて”.   一般社団法人愛知県自動車会議所. 2024年1月21日閲覧。
6. ↑  総務省統計局 (2014年3月28日). “平成7年国勢調査の調査結果(e-Stat) - 男女別人口及び世帯数 －町丁・字等” (CSV). 2021年7月20日閲覧。
7. ↑  総務省統計局 (2014年5月30日). “平成12年国勢調査の調査結果(e-Stat) - 男女別人口及び世帯数 －町丁・字等” (CSV). 2021年7月20日閲覧。
8. ↑  総務省統計局 (2014年6月27日). “平成17年国勢調査の調査結果(e-Stat) - 男女別人口及び世帯数 －町丁・字等” (CSV). 2021年7月21日閲覧。
9. ↑  総務省統計局 (2012年1月20日). “平成22年国勢調査の調査結果(e-Stat) - 男女別人口及び世帯数 －町丁・字等” (CSV). 2021年7月21日閲覧。
10. ↑  総務省統計局 (2017年1月27日). “平成27年国勢調査の調査結果(e-Stat) - 男女別人口及び世帯数 －町丁・字等” (CSV). 2021年7月21日閲覧。

### 書籍
1. 1 2 3 4 5 6 7 8  「角川日本地名大辞典」編纂委員会 1989, p. 1305.